# Episodi di Fuoriclasse (seconda stagione)
La seconda stagione della serie televisiva Fuoriclasse, intitolata FuoriClasse - Capitolo secondo, viene trasmessa in Italia dal 10 marzo al 24 marzo 2014 su Rai 1.
| nº | Titolo       | Prima TV Italia |
| -- | ------------ | --------------- |
| 1  | La sorpresa  | 10 marzo 2014   |
| 2  | Il dubbio    | 10 marzo 2014   |
| 3  | La verità    | 11 marzo 2014   |
| 4  | La decisione | 11 marzo 2014   |
| 5  | I segreti    | 17 marzo 2014   |
| 6  | Le scoperte  | 17 marzo 2014   |
| 7  | L'attesa     | 24 marzo 2014   |
| 8  | L'inizio     | 24 marzo 2014   |

## La sorpresa
- Diretto da: Riccardo Donna
- Scritto da: Doriana Leondeff, Federico Starnone & Michele Pellegrini

### Trama
Isa si sente finalmente felice, come non le capitava da diverso tempo: la convivenza con Enzo va a gonfie vele, anche se la sua ex moglie Stefania (dalla quale non ha ancora divorziato) le appare in sogno avvertendola che farà la sua stessa fine. Il primo giorno di scuola al Liceo Caravaggio annuncia grandi novità: la preside Suor Clotilde è andata in missione in Darfur e al suo posto è arrivato Gianrico D'Astolfo, un uomo molto colto e dai modi pacati che ascolta musica classica in ufficio. Lobascio sembra essere cambiato: adesso tratta i colleghi con cordialità e cura maggiormente l'aspetto fisico, avendo perso diversi chili grazie a uno stile di vita sano. La moglie si è però accorta che vuole piacere a Iris Tablò, l'attraente insegnante di educazione fisica, e per tenerlo d'occhio ha iscritto al Caravaggio il figlio Ettore. Ci sono due nuovi ingressi nel corpo docenti: Canfora, rigido professore di filosofia che pretende ordine assoluto, e Marciali, una giovane supplente d'inglese che crede al contrario in un insegnamento più innovativo e vicino ai bisogni dei ragazzi. Tra gli insegnanti rimasti c'è Tina Cappoli, la quale nonostante sia in pensione continua a dirigere il centro di ascolto per studenti.
Isa quest'anno insegna in terza e in quinta. In terza ha come studenti Dario, il migliore amico di suo figlio Michele che ha due genitori omosessuali, Aida, una ragazza omofoba e razzista che si è trasferita da un'altra scuola, e Manuel, un ragazzo difficile che il padre coinvolge nei suoi loschi affari. In quinta invece c'è ancora Soratte, che a 21 anni non ha ottenuto il diploma: ora il ragazzo vive da solo, dato che lo zio ha deciso di trasferirsi a Cuneo, mentre lui ha preferito rimanere ed è costretto a mantenersi consegnando le pizze di notte. Tra gli alunni di prima ci sono Paolo, figlio di due genitori separati che litigano in continuazione su come deve essere educato, ed Elena, verso la quale si sente attratto Ettore. Lobascio non vuole fare pessime figure per causa sua, dato che si è sempre vantato di avere un figlio genio, mentre in realtà è l'esatto opposto: l'essere finito poi nella classe di un'insegnante rigorosa come la Zara non lo aiuta certamente a fare passi avanti. Brocoletti è convinto che Lobascio abbia mentito sulle reali capacità del figlio: Lobascio scommette con lui che al termine del primo quadrimestre avrà la media dell'otto. Di fronte ai primi voti negativi, con i commenti ironici dei colleghi, Lobascio sostiene che Ettore ha bisogno di un po' di tempo per ambientarsi.
Manuel prende di mira Paolo e gli sequestra il costosissimo cellulare che il padre gli aveva comprato, costringendolo per riaverlo indietro a rubare la marmitta dal motorino di Soratte senza fare il suo nome. Quando quest'ultimo lo scopre e capisce chi è il mandante dell'operazione, se la prende con Manuel: Isa interviene e parla con quest'ultimo, capendo che dietro al suo bullismo c'è rabbia nei confronti di chi è benestante come Paolo. Michele si invaghisce di Aida, ma Dario gli sconsiglia di starle dietro perché è una nazista. Michele è comunque sempre più attratto da lei, nonostante abbiano avuto una discussione sugli extracomunitari in cui Aida ha manifestato apertamente la loro completa diversità di vedute.
D'Astolfo annuncia agli insegnanti che sono tutti candidati per il ruolo di vicepreside e che sarà lui a scegliere chi ricoprirà l'incarico. Ognuno di loro si prodiga per arruffianare il preside, mentre l'unica a non essere interessata alla carica è Isa: proprio lei è la designata da D'Astolfo, essendo molto apprezzata dagli studenti per le sue qualità umane. Isa non è convinta di meritare l'incarico, anche perché vorrebbe stare più vicina ai ragazzi ed è da un po' di tempo che non si sente bene: ha mal di testa e nausee mattutine piuttosto frequenti. Rivolgendosi in farmacia, riceve un test di gravidanza: l'esito è positivo.
- Ascolti: 6.195.000 - 20,82%[1]

## Il dubbio
- Diretto da: Riccardo Donna
- Scritto da: Doriana Leondeff, Federico Starnone & Michele Pellegrini

### Trama
Isa è felice di essere incinta, ma quando arriva al supermercato per dirlo a Enzo si blocca nel momento in cui un'anziana le chiede se ha dei nipoti. Isa si sente troppo vecchia per riprendere l'iter di mamma, oltre al gravoso incarico di vicepreside che non le dà tregua: decide di tenersi dentro tutto, aprendosi solamente con la Cappoli alla quale promette che presto ne parlerà con Enzo. Isa si reca dalla ginecologa che la rassicura sul fatto che non si deve sentire fuori luogo, poiché l'età media delle madri si è alzata e lei non è al primo figlio. Essendo la sua gravidanza a uno stato piuttosto embrionale, ha ancora tempo per decidere se abortire.
Michele pensa che Aida sia attratta dai ragazzi maturi (che non è vero) e chiede aiuto a Enzo per migliorare il proprio look. Questa strategia non sembra funzionare, dato che la ragazza ha capito la vera natura del suo cambiamento. Un giorno Aida perde l'autobus e Michele si offre di accompagnarla a casa in bicicletta: la ragazza accetta e trova così il modo di mostrargli i suoi sentimenti, baciandolo una volta arrivati a casa sua. 
Lobascio comincia ad aiutare Ettore a migliorare il suo rendimento scolastico attraverso bigliettini e varie scorciatoie, in virtù degli anni passati in quella scuola che gli hanno concesso di conoscere tutti i "punti deboli" dei suoi colleghi. Il ragazzo supera brillantemente l'interrogazione della Zara, poi la fa piangere quando deve interrogare Elena ricordandole l'episodio della piscina in cui è affogato il suo cane.
Isa non riesce a badare a tutto e ottiene dal preside la cessione delle sue ore di latino alla Zara. Durante la compilazione dei pagellini emerge una radicale diversità di vedute tra Canfora, che ha massacrato gli studenti con voti bassi, e Marciali, la quale invece ha dato valutazioni elevate. Ci si accorge che Isa ha sbagliato a fissare la data di scadenza dei pagellini: è lei stessa a chiedere al preside di essere rimossa dall'incarico, ma D'Astolfo le fa capire che non c'è nessuno più adatto di lei come vicepreside. Matteo, uno studente di quinta, ha falsificato la firma sul pagellino perché non aveva il coraggio di dare una delusione al padre, il quale sta frequentando una scuola serale per dargli un futuro migliore. Matteo si confida con Isa, promettendole che si metterà a studiare in cambio del suo silenzio: Isa, che aveva un ricevimento con il padre del ragazzo, gli spiega la verità e lo esorta a chiarirsi con il figlio. Soratte ha perso il lavoro nella pizzeria da asporto perché ha abbandonato il motorino per inseguire la ragazza che aveva incontrato al bar, facendosi scippare il carico. Inoltre, ha dato ospitalità a Manuel che ha litigato duramente con suo padre per il pagellino. Notando che l'abitazione dello zio di Soratte è piuttosto grande, Isa gli suggerisce di affittare le stanza come nei bed and breakfast.
Tornata a casa, quest'ultima viene accolta da una cena a lume di candela con Enzo: l'uomo le chiede di sposarla, dato che a breve sarà ufficialmente divorziato da Stefania. Isa, che non ha ancora trovato il coraggio di dirgli del figlio che sta aspettando, gli chiede tempo per prendere una decisione.
- Ascolti: 5.899.000 - 22,69%[1]

## La verità
- Diretto da: Riccardo Donna
- Scritto da: Doriana Leondeff, Federico Starnone & Michele Pellegrini

### Trama
Isa non riesce a trovare il momento giusto per dire a Enzo della gravidanza. Come se non bastasse si accorge dello strano comportamento di Michele, intuendo che si è innamorato: Isa vuole sapere a tutti i costi chi sia la ragazza, temendo che il figlio possa perdere la testa a causa del suo carattere troppo sensibile. A scuola c'è una grave perdita all'impianto idraulico causata dall'eccessiva usura delle tubature. Isa scopre delle iscrizioni sul muro che testimoniano il valore storico dell'edificio, sede di un trincotto piemontese, quindi il preside si può rivolgere al Ministero dei beni culturali per ottenere una sovvenzione. Isa vede attraverso la grata un paio di scarpe rosa accanto a quelle di Michele, ma una volta risalita non riesce a intercettare la ragazza che stava con lui. Dal canto suo, Michele non capisce come mai Aida non voglia dirgli dove abita e nemmeno fargli conoscere la sua famiglia.
Chiara, una studentessa di terza, scopre che la nonna ha perso il lavoro da infermiera e che si sta arrangiando come può. I continui litigi con Barbara Pinaider, una compagna di classe viziata che si sente superiore a tutti, non fanno altro che renderla sempre più scontrosa. Chiara lavora come baby-sitter per dare una mano alla nonna, ma mentre sta passeggiando con la bambina che le è stata affidata ha un malore e collassa a terra. All'ospedale viene operata al ventricolo dal dottor Pinaider, padre della sua nemica Barbara. Notando l'esperienza della nonna di Chiara nell'assistere la vicina di letto della nipote, il chirurgo decide di assumerla nel suo reparto.
Ettore invita Elena a casa sua per studiare insieme, anche se non è particolarmente ferrato in matematica. Emozionato per l'arrivo della ragazzina, Ettore si versa sui capelli una quantità eccessiva di gel ed è costretto a indossare il berretto. Sua madre capisce che vuole fare colpo su Elena e lo spalleggia, mentre Lobascio è preoccupato perché teme che il figlio si faccia distrarre e mandi a monte il loro piano. Canfora e Marciali si ritrovano nell'aula video della scuola con due prenotazioni alla stessa ora: siccome entrambi avevano intenzione di mostrare agli studenti il film Il discorso del re, si mettono a guardarlo insieme. Durante la proiezione qualcosa nel rapporto tra i due docenti sembra cambiare.
Isa è preoccupata perché Enzo deve vedersi a cena con l'ex moglie Stefania e gli rivela di essere incinta. L'uomo è al settimo cielo, ma non sa che la donna ha firmato il modulo per l'interruzione di gravidanza. Isa nasconde la ricevuta di prenotazione dell'intervento in un cassetto, ma Enzo ne entra casualmente in possesso e se ne va di casa. Il giorno dopo a scuola non vuole più rivolgerle la parola. Soratte e Manuel inaugurano il loro bed and breakfast: durante la serata arriva la loro prima cliente, la ragazza russa di cui Soratte si era invaghito.
- Ascolti: 6.060.000 - 20,37%[2]

## La decisione
- Diretto da: Riccardo Donna
- Scritto da: Doriana Leondeff, Federico Starnone & Michele Pellegrini

### Trama
Enzo non dorme più a casa e comincia a vedersi piuttosto frequentemente con Stefania, finendoci a letto insieme. Michele e Aida decidono di avere il loro primo rapporto sessuale, così il ragazzo chiede a Isa ed Enzo di lasciargli casa libera. Al ristorante i due hanno la possibilità di chiarirsi, con Isa che gli spiega le difficoltà di crescere un figlio dopo i cinquant'anni: Enzo capisce le sue ragioni e decide di perdonarla, tenendole nascosta la verità su Stefania e gli sms che continua a ricevere da lei. Michele ha avvertito troppo la tensione e non è riuscito a sbloccarsi: lui e Aida, dopo aver rotto il ghiaccio guardando un film, salgono in soffitta per non farsi sorprendere da Isa ed Enzo e stavolta riescono ad andare fino in fondo.
Il rendimento di Ettore sta peggiorando, con Lobascio preoccupato di perdere la scommessa con Broccoletti. D'Astolfo indice un bando pubblico per la riparazione delle tubature della scuola: Iris chiede a Lobascio di raccomandare suo cugino Silvio, proponendo al preside un preventivo basso. D'Astolfo però non vuole spendere poco, consapevole della strategia truffaldina di prospettare una modica cifra iniziale da incrementare poi durante i lavori. Lobascio sorprende Iris mentre si sta baciando con Silvio fuori dalla scuola, capendo dunque che non si tratta del cugino ma di uno dei tanti spasimanti della donna. Chiara torna a scuola e ringrazia Barbara per quello che ha fatto suo padre, curandola e trovando lavoro a sua nonna: le due ragazze superano le incomprensioni e diventano amiche.
Durante i colloqui molti genitori si lamentano con Canfora per l'eccessivo carico di studio che costringe molti dei ragazzi a rinunciare alle attività extra-scolastiche. Marciali prende le difese del collega, sottolineando come gli dovrebbero essere grati per i miglioramenti che sta facendo fare ai loro figli. Dario è preoccupato perché, crescendo con due genitori gay, sente di non essere attratto dalle ragazze. Quando uno dei suoi padri gli racconta di aver scoperto la propria omosessualità innamorandosi di un compagno di scuola alla sua età, Dario si agita ancora di più perché fino a poco prima dormiva abbracciato a Michele. Dapprima il ragazzo si proclama asessuale, ma poi si accorge che in realtà le donne lo attraggono perché alla macchinetta del caffè ha fissato il seno della Marciali.
Con Galina gli affari a La casa dello zio, il bed and breakfast di Soratte e Manuel, vanno a gonfie vele. Nonostante i due debbano ancora prendere la mano con la gestione della struttura, l'abilità della ragazza con le lingue straniere li sta aiutando a procurarsi diversi clienti. Una sera Soratte si interroga sul motivo per cui Galina non sia ancora rientrata malgrado l'ora piuttosto tarda: Manuel sostiene che sia una prostituta venuta dall'Est. In effetti Galina sta girando tra le prostitute, ma è alla ricerca della sorella scomparsa.
Isa ed Enzo sono in sala d'attesa per l'aborto: quando la dottoressa esce a chiamarla, Isa fugge via insieme a lui perché hanno deciso di tenere il bambino. Michele lascia Aida poco lontana da casa: la ragazza si nasconde dietro a un muro per uscirne con un velo islamico.
- Ascolti: 5.807.000 - 22,8%[2]

## I segreti
- Diretto da:
- Scritto da:

### Trama
Sono appena finite le vacanze natalizie, la scena si apre infatti il giorno del rientro a scuola: Isa non riesce a dire a Michele di essere incinta ed Enzo prova a confessare ad Isa di averla tradita con la sua ex moglie; nel frattempo Galina prosegue nelle sue ricerche della sorella e grazie all'aiuto di un uomo capisce che è un'escort di alto bordo. Intanto Michele, tornato prima a casa vede un passeggino, appena comprato da Enzo e arrabbiato con la madre e il suo compagno fugge, ma non trova nessuno con cui parlare se non il padre, che nel frattempo si è trasferito a Roma. Mentre va dal padre Michele però vede davanti a una moschea le scarpe di Aida (riconoscibili perché la ragazza ci ha fatto sopra delle scritte) e una volta che lei ne esce si arrabbia dando a Michele del razzista perché è musulmana. Arrivato dal padre scopre che anche lui gli ha mentito, siccome ancora non gli ha detto di essere tornato a vivere a Torino.
Nel frattempo il fidanzato di Barbara cerca di convincerla a "dividersi" tra lui e i suoi amici, volendo regalare a un suo amico la possibilità di avere rapporti con lei, dopo vari tentativi di convincimento la ragazza accetta seppur malvolentieri, la situazione verrà risolta da Isa e da Chiara, che nel frattempo scopre ciò che sta accadendo, rivelandolo prima alla prof poi con l'aiuto di questa al signor Pinaider, padre di Barbara. Intanto Canfora trova finalmente il coraggio di chiedere alla Marciali di uscire. Durante la cena si scopre che il professore è separato e ha un figlio; l'appuntamento non andrà subito bene ma poi le cose si aggiusteranno. Enzo, cacciato di casa da Isa (la quale ha scoperto il suo tradimento con la ex leggendo i suoi sms) e in difficoltà economiche non sa dove andare a dormire: l'unica soluzione che gli si presenta è quella di entrare a scuola con le chiavi di Isa prese per sbaglio. Dentro la scuola sentirà dei rumori, che lo porteranno a scoprire che anche Canfora, senza soldi per via degli assegni di mantenimento, vive all'interno della scuola. Lobascio comincia a preoccuparsi per alcuni strani conti dei lavori che D'Astolfo ha fatto fare alla scuola nelle vacanze e informa Isa, in quanto vicepreside.
La puntata si chiude con il ritorno a casa di Michele.
- Ascolti: 6.151.000 - 20,69%

## Le scoperte
- Diretto da:
- Scritto da:

### Trama
La puntata si riapre dove si è chiusa la precedente, Michele arrabbiato con Isa le chiede assoluta sincerità da quel momento in poi; la madre gli racconta quindi ciò che è successo con Enzo. Nel corso della puntata Canfora e la Marciali escono di nuovo e lei scopre dove lui abita, ma una volta che lui gli racconta la verità le cose si chiariscono. Lobascio continua con le ricerche sul preside dopo che a scuola nella giornata della prevenzione dentale, dove è impiegato come dentista anche Riccardo, ex marito di Isa, durante una visita a Ettore Lobascio salta la corrente perché vi sono perdite di acqua vicino alla presa che provocano un piccolo incendio. A fine puntata Lobascio rimasto solo in presidenza guarda nella cassaforte trovando moltissimi tappi, e una grande somma di denaro (che lui crede quella destinata ai lavori, che pensa non siano stati fatti). Galina va alla festa dove crede di incontrare la sorella e una volta trovata quando riesce a parlarle scopre che la sorella non ha intenzione di smettere il suo lavoro e di tornare a casa. Aida crede di essere incinta a causa di un ritardo e quando fa il test questo risulta positivo, questo implica il matrimonio con Michele e gli adeguamenti di questo alla sua cultura islamica. Quando Michele racconta il fatto ai genitori e che questi devono andare dalla famiglia di Aida, loro dapprima ci rimangono male poi accettano il fatto ma ormai Michele è arrabbiato per il loro comportamento e va alla casa dello zio, il bed and breackfast di Soratte dove incontra Enzo, che vuole andarsene dalla scuola per trovarsi una casa o almeno una camera.
Il giorno dopo Isa, Riccardo, Michele ed Enzo, invitato dal ragazzo, vanno a casa da Aida per conoscere i genitori e parlare della situazione figlio-matrimonio, i genitori però non sanno nulla del bambino e Michele cerca quindi di far spiegare a Enzo la situazione ai signori. Durante l'incontro Aida si reca in bagno e scopre di non essere incinta, poi arriva anche la nonna di Aida che racconterà del promesso sposo di Aida, Khamal. Michele quindi se ne andrà confuso coi genitori, che per fortuna non erano ancora riusciti a parlare.
- Ascolti: 5.987.000 - 23,16%

## L'attesa
- Diretto da: Riccardo Donna
- Scritto da: Doriana Leondeff, Federico Starnone & Michele Pellegrini

### Trama
Al Caravaggio è il giorno degli scrutini del primo quadrimestre, mentre gli studenti ottengono il permesso per una festa in palestra. Isa informa Enzo che avranno una femmina, ma i rapporti tra i due sono ancora freddi perché non è ancora riuscita a perdonarlo. Enzo si trova con la sua ex moglie per firmare i documenti del divorzio, ma le dice che non ha fretta visto che Isa ha scoperto della loro relazione nascosta. Lobascio viene sorpreso dalla moglie appisolato sul divano con i soldi presi dalla cassaforte della scuola: la donna è felice perché potranno porre fine a tutti i loro problemi economici. Lobascio però, preda dei rimorsi di coscienza, rimette il denaro al suo posto prima che D'Astolfo se ne possa accorgere. Aida cerca di riconciliarsi con Michele, spiegandogli che il matrimonio con Khamal è un'imposizione della sua famiglia, mentre lui è il fidanzato che ha scelto per stare insieme. Michele è propenso a farsi da parte, poiché teme ritorsioni da parte dei parenti della ragazza. Marciali trascina Canfora a una manifestazione di protesta degli insegnanti precari: dopo aver tentato un'irruzione negli uffici della regione, la polizia ferma tutti i contestatori e li porta in commissariato. Qui Canfora apprende da un'amica di Marciali che è figlia di un noto avvocato e quindi non avrà problemi a essere rilasciata. I due docenti fanno rientro a scuola senza rivolgersi la parola, dato che Canfora non è stato messo al corrente di un dettaglio così importante.
Scoppia un forte temporale e viene diramata l'allerta per l'onda di piena del Po che farà crollare la scuola, non essendo state eseguite le dovute riparazioni. Lobascio mette al corrente Isa della sua scoperta e le vuole mostrare la cassaforte, ma quando la apre non ci sono più i soldi. I due chiedono spiegazioni a D'Astolfo, il quale confessa di averli spesi per acquistare all'asta un paio di occhiali appartenuti a Vincenzo Bellini. Isa fa evacuare la scuola a docenti e studenti: tutti si danno da fare per costruire una diga che possa arginare la piena del fiume prevista da un momento all'altro. La moglie di Lobascio si unisce ai volontari, apprezzando il gesto del marito che ha rinunciato a una fortuna per mantenere saldi i suoi principi di onestà.
Galina prova a mettersi in contatto con Elena, ma quest'ultima non ha intenzione di ascoltarla. Soratte, che l'ha osservata mentre era al telefono, vuole sapere la verità e così Galina gli racconta del vero motivo per cui è in Italia, vale a dire riportare sua sorella a casa. Soratte e Manuel si presentano nel bordello in cui si trova Elena con la scusa di essere due clienti: Manuel attira i papponi nel bagno e li chiude dentro, mentre a fatica Soratte e Galina convincono Elena a mettersi in fuga. Gli scagnozzi riescono a liberarsi e sbarrano loro la strada, minacciandoli con una pistola: Soratte riesce a disarmarli e Manuel spara un colpo in aria, fuggendo via. I quattro vanno al Caravaggio per dare una mano ai volontari.
Tutti pernottano a scuola e la mattina presto arriva la tanto temuta ondata, la quale si rivela essere però di lievissima entità. La scuola è salva e i docenti fanno arrivare un taxi per portare D'Astolfo, il quale ha palesato evidenti segnali di uno squilibrio psichico, nella clinica del dottor Pinaider. Isa sviene ed è ricoverata in ospedale: la ginecologa la rassicura sulle condizioni della bambina, ma ha subito il distacco della placenta e dovrà restare a letto per i restanti mesi della gravidanza.
- Ascolti: 6.668.000 - 22,12%

## L'inizio
- Diretto da: Riccardo Donna
- Scritto da: Doriana Leondeff, Federico Starnone & Michele Pellegrini

### Trama
Sono passati cinque mesi e Isa, la cui gravidanza è ormai quasi a termine, fa rientro a scuola per salutare gli studenti che sono in attesa dell'affissione dei tabelloni. Tutti i ragazzi sono stati promossi o ammessi alla maturità, tranne Elena che è stata bocciata e l'anno prossimo cambierà scuola. Ettore, che invece è stato rimandato con un debito in fisica, capisce che per loro è arrivato il momento di salutarsi: Lobascio, nonostante abbia perso la scommessa con Broccoletti, è contento perché il figlio ha dimostrato di sapersela cavare da solo.
Anche D'Astolfo fa ritorno a scuola, dando l'impressione di essere guarito. In realtà l'uomo è venuto per riprendersi gli occhiali di Bellini, mentre Lobascio (nominato nel frattempo preside vista l'assenza congiunta di D'Astolfo e Isa) aveva contattato il tizio veneto che aveva perso l'asta con l'ex preside per venderglieli e avviare le opere di riparazione dell'istituto. Vivaldi si mette in contatto con il suo vecchio amico Aurelio, convinto che costui lavori nel Teatro Regio e sia quindi in grado di procurargli un finto esemplare degli occhiali: invece Aurelio fa il bagarino davanti al teatro, ma dà da mangiare all'acquirente un torrone che gli causa una carie ai denti. Enzo lo porta da Riccardo e gli chiede di prendere tempo mentre Isa e Lobascio cercano di rintracciare D'Astolfo. I due si recano nel suo appartamento, ma apprendono dalla dirimpettaia che si è appena trasferito: Lobascio, che sospetta da tempo della donna, scopre che D'Astolfo si nasconde in casa sua e lo mettono in fuga. Ad attendere l'ex preside fuori dal portone c'è il personale medico, pronto a ricoverarlo nuovamente in clinica. Lobascio gli porta via gli occhiali (per altro Isa si era accorta che erano una truffa, dato che il compositore siciliano ci vedeva benissimo) e li consegna al veneto, accompagnando poi Isa a casa: la donna si accorge che le si sono rotte le acque e si fa portare in ospedale.
Si sta avvicinando la festa di fidanzamento di Aida. Dario, di fronte all'immobilismo di Michele, prende in mano la situazione mettendolo in contatto con Kamal. Guardando il profilo del ragazzo su un social network, i due sono convinti di avere di fronte un fanatico religioso che difficilmente lascerà passare il "furto" di ragazza. Dario crea un finto profilo di Michele, con la foto di Soratte, e fissa un incontro in un bar. Qui si scopre che anche Kamal ha mentito sul proprio conto: non è affatto il tipo aggressivo che appariva sul profilo, mentre quella che Dario ha scambiato per la bandiera di Hamas è in realtà quella di una squadra di calcio. Kamal confessa a Michele che anche lui è stato obbligato a sposare Aida, essendo in realtà innamorato di un'altra ragazza a cui dovrà rinunciare per volere della famiglia. Alla festa di Aida, vedendo che Kamal è restio ad agire, Aida rivela di essere innamorato di Michele: la nonna della ragazza sviene e i ragazzi approfittano del momento di confusione per mettersi in fuga.
Dopo aver ritrovato la sorella Elena, Galina ha concordato con Soratte di ricambiare aiutandolo nella preparazione alla maturità. Il patto tra i due è: Galina tornerà a casa con la sorella quando lui passerà l'esame di maturità. Manuel ha capito che Soratte è innamorato di Galina, ma a lui sembra non importare che debba andarsene via. Il colloquio orale non sta andando bene per Soratte, ma il presidente di commissione gli offre la possibilità di parlare di un argomento a scelta di storia: il ragazzo parla con fervore dell'invasione russa nella Seconda Guerra Mondiale, stupendo tutti e scappando via perché si è reso conto di amare Galina. Lei ed Elena stanno partendo per tornare a casa: Soratte sale sul pullman sbagliato, ma quando scende trova la ragazza ad aspettarlo perché ha deciso di voler stare per lui.
Il giorno in cui torna a casa con la piccola Anna, Isa viene accolta da una festa a sorpresa che Michele le ha organizzato insieme a tutti gli studenti e ai colleghi insegnanti.
- Ascolti: 6.216.000 - 23,76%